# Veronica Maya
Veronica Maya, pseudonimo di Veronica Russo (Parigi, 14 luglio 1977), è una conduttrice televisiva e showgirl italiana.

## Biografia
Nata a Parigi, nel 1977 la famiglia si trasferisce a Piano di Sorrento (NA) dove i suoi genitori gestiscono un ristorante. All'età di 20 anni si diploma e successivamente vince una borsa di studio per la scuola di Renato Greco a Roma, dove esordisce come attrice di teatro recitando in vari musical.

### Anni 2000
Nel 2002 esordisce in teatro nella commedia firmata da Mario Monicelli ispirata al film Amici miei, insieme a Jerry Calà, Franco Oppini e Nini Salerno. I suoi esordi in televisione risalgono ai primi anni duemila quando conduce al fianco di Guido De Angelis il programma dedicato alla Lazio (di cui la Maya è tifosa) Lazialità in TV, diffuso dall'emittente romana Teleroma 56.
Esordisce sugli schermi nazionali nel 2004 nei programmi sportivi di Rai 2 Sabato Sprint e Dribbling. Nella stagione televisiva 2005-2006 inizia a lavorare su Rai 1 conducendo il programma Stella del Sud ogni sabato pomeriggio. Nell'estate 2007 le viene affidato ancora una volta il pomeriggio del sabato della prima rete RAI, per la quale conduce il programma Italia che vai. Nell'autunno 2006 è scelta come conduttrice del noto Zecchino d'Oro (giunto quell'anno all'edizione numero 49) e in quella stessa stagione conduce uno speciale di Linea verde su Sanremo; la sua conduzione dello Zecchino viene confermata anche negli anni seguenti, spesso affiancata da altri conduttori come, per esempio, Paolo Conticini (nel 2008 e 2009, nella prima e ultima puntata del 2014) e Pino Insegno (nel 2010, 2011, 2012 e 2013).
Nell'estate 2007 viene chiamata a condurre la versione estiva di Unomattina insieme a Duilio Giammaria, mentre nella successiva stagione (cioè la 2007-2008) conduce Linea verde ogni domenica mattina su Rai 1 con Massimiliano Ossini. Nell'estate del 2008 conduce anche il numero zero del varietà di prima serata Incredibile!, e conduce di nuovo Unomattina Estate (con Massimo Mignanelli, Bruno Mobrici e Nicoletta Manzione), sempre su Rai 1. A partire dal 15 settembre 2008 le viene affidata la conduzione di un nuovo programma per Rai 1, in onda dal lunedì al venerdì dalle ore 10:00 alle 11:00 e intitolato Verdetto finale, dove si parla di veri casi giudiziari già sottoposti al giudizio della magistratura, ma che vengono riesaminati (tramite la creazione di un processo simulato, cioè una recita) per il pubblico Rai; supportata anche dal buon successo del tribunale (che nell'estate 2009 è andato in onda in fascia pomeridiana per poi riprendere il suo consueto orario mattutino nella stagione 2009-2010) nel marzo 2009 conduce la prima effettiva puntata di Incredibile! che però viene cancellato dal palinsesto Rai a causa dei bassi risultati nell'Auditel; poco tempo dopo, il 24 e 25 aprile 2009 la showgirl sorrentina ha condotto le serate conclusive del Reggio Calabria Film Festival.

### Anni 2010
Nel giugno 2010 diviene la conduttrice e testimonial dell'undicesima edizione del Festival Show, spettacolo di Radio Birikina e Radio Bella & Monella che, partendo da Padova, ha toccato una decina di località del Nordest fino ad arrivare a Verona. Dal 12 settembre 2011 il tribunale di Verdetto finale torna nuovamente in onda nella fascia pomeridiana dal lunedì al venerdì dalle 14:10 alle 15:15 su Rai 1. Come già detto, dal 2010 al 2013, la Maya conduce Zecchino d'Oro insieme a Pino Insegno. Dal 2 gennaio 2012 al 17 febbraio 2012 viene sostituita, a causa della maternità, a Verdetto finale da Tiberio Timperi, a cui la Maya ha ceduto la guida del tribunale a partire dal 30 aprile 2014 perché ricollocata nella preparazione di un nuovo talk estivo: infatti dal 2 giugno al 5 settembre torna nel mattino di Rai 1 per condurre nuovamente Unomattina Estate nella fascia oraria dalle ore 09:30 alle 10:30 nel nuovo settore Dolce Casa. Nell'autunno 2014 è una delle concorrenti della quarta edizione del talent show di Rai 1 Tale e quale show condotto da Carlo Conti; sempre in questo periodo alla Maya viene affidata anche la conduzione (che prima dell'estate 2014 le è stata tolta insieme alla già citata sostituzione nel tribunale) della nuova edizione dello Zecchino d'Oro, questa volta però in conduzione singola (cioè senza il suo ex socio, l'attore Pino Insegno, perché impegnato in altri programmi).
Dopo aver condotto Vigilia in Famiglia (spin-off dello Zecchino d'Oro in onda il 24 dicembre 2014 nella fascia pomeridiana di Rai 1), la Maya conduce la ventesima edizione del Concerto dell'Epifania, evento che si è tenuto il 4 gennaio 2015 presso il Teatro Mediterraneo di Napoli (questo evento è andato in onda su Rai 1 nella fascia mattutina del 6 gennaio 2015). In seguito, a causa di alcune controversie, la Maya abbandona le reti Rai e approda ad Agon Channel, dove conduce, a partire dal 17 gennaio 2015, le selezioni del talent show Chance, insieme a Marco Senise, programma che dal 20 febbraio in poi conduce per 15 venerdì in prima serata e sullo stesso canale. In occasione del Festival di Sanremo 2015, nella settimana dal 9 al 15 febbraio 2015, la Maya conduce Sanremo in Festival, programma dedicato all'analisi delle vicende relative al festival della canzone italiana in diretta dal Palafiori di Sanremo, nella fascia pomeridiana e in seconda serata, con opinionisti e ospiti in studio.
Dopo aver lasciato a titolo definitivo durante l'estate 2015 il canale Agon Channel, Veronica Maya torna in Rai il 25 dicembre dello stesso anno, affiancando Cristèl Carrisi nella conduzione de Lo Zecchino di Natale, spin-off dello Zecchino d'Oro. Dal febbraio 2016 passa al canale tematico Alice, per cui ha condotto due programmi in diretta dal Palafiori di Sanremo per commentare le vicende relative al Festival di Sanremo 2016. Inoltre, per la stessa rete, dal 15 febbraio 2016 conduce il programma Casa Alice - Cucina in famiglia. Prende parte come giurata della commissione tecnica alle selezioni di Miss Italia 2016, ruolo che ricoprirà anche nella serata finale della manifestazione in diretta il 10 settembre su LA7.

### Anni 2020
Dal 1º giugno 2020 ritorna in Rai, precisamente su Rai 2, e per tutta l'estate conduce nel primo pomeriggio la rubrica L'Italia che fa. Nella stagione 2020/2021, sempre per Rai 2, è la padrona di casa delle serate dedicate al mondo del cinema Marateale: Premio internazionale Basilicata e Stelle d’argento al Cinema Italiano. Durante la settimana del Festival della Canzone Italiana cura come inviata i collegamenti da Sanremo per la trasmissione Ore 14, mentre la sera del 2 giugno 2021 è una delle inviate de La Partita, competizione calcistica organizzata a fini benefici in onda in prima serata su Rai 2. Nell'estate dello stesso anno, sempre per il secondo canale Rai, è la padrona di casa delle serate Musicultura, Festival del Cinema Italiano e Nervi Music Ballet Festival. Il 6 gennaio 2023 su Rai 1 conduce dal Trentino-Alto Adige lo speciale Uno Zecchino nella calza. Nello stesso anno a maggio, in occasione dei 162 anni della costituzione dell’Esercito Italiano conduce dalla sala Sinopoli dell’Auditorium Parco della Musica di Roma la serata Esercito con le stelle, in onda in prima serata su Rai 5. A novembre conduce la finale di Miss Europe Continental, in onda su Amazon Prime Video, mentre la sera del 25 dicembre presenta in terza serata su Rai 1 l'evento musicale Le note di Natale. A giugno 2024 è la padrona di casa al fianco di Beppe Convertini del Premio Cimitile, in onda in seconda serata su Rai 2. Nella primavera del 2025 prende parte come concorrente alla trasmissione di Rai 1 Ne vedremo delle belle, condotta da Carlo Conti. 

## Programmi televisivi
- Lazialità in TV (Teleroma 56, 2003)
- Sabato Sprint (Rai 2, 2004-2005)
- Stella del Sud (Rai 1, 2005-2007)
- Italia che vai (Rai 1, 2006)
- Zecchino d'Oro (Rai 1, 2006-2014)
- Unomattina Estate (Rai 1, 2007-2008)
- Premio Danza Roma (Rai 1, 2007-2009)
- Linea verde (Rai 1, 2007-2008)
- Linea verde Orizzonti (Rai 1, 2007-2008)
- Natale da favola (Rai 1, 2007-2009)
- Telethon (Rai 1, 2008-2011; Rai 2, 2022)
- Incredibile! (Rai 1, 2008-2009)
- Verdetto finale (Rai 1, 2008-2014)
- Natale a Roma (Rai 1, 2009)
- La partita del cuore (Rai 1, 2010)
- Il cuore di Roma per il Papa (Rai 1, 2010)
- Arriva lo Zecchino - Speciale L'Aquila (Deakids, 2010)
- Festival Show (Rai 2, 2010)
- Gran prix Italia (Rai 1, 2010-2011)
- Magico Natale (Rai 1, 2010-2011)
- Concerto dell'Epifania (Rai 1, 2014-2015, 2019)
- Unomattina Estate - Dolce casa (Rai 1, 2014)
- Tale e quale show (Rai 1, 2014) Concorrente
- Vigilia in famiglia (Rai 1, 2014)
- Chance (Agon Channel, 2015)
- Sanremo in Festival (Agon Channel, 2015)
- Lo Zecchino di Natale (Rai 1, 2015-2016, 2018)
- Anteprima in cucina (Alice, 2016)
- Pasta che ti passa (Alice, 2016)
- Casa Alice - Cucina in famiglia (Alice, 2016)
- 12º Premio Città di Monopoli (Canale 7, 2016)
- Miss Italia (LA7, 2016) Giurata
- L'attesa (Rai 1, 2016, 2018)
- Quelle brave ragazze... (Rai 1, 2017-2018)
- Miss Europe Continental (Fashion TV, 2017 Amazon Prime Video, 2023)
- W la mamma (Rai 1, 2017)
- L'Italia che fa (Rai 2, 2020)
- Marateale: Premio internazionale Basilicata (Rai 2, 2020-2021)
- Stelle d’argento - Festival del Cinema Italiano (Rai 2, 2020-2021)
- Ore 14 (Rai 2, 2021) Inviata[45]
- La partita (Rai 2, 2021)
- Musicultura (Rai 2, 2021-2022)
- Nervi Music Ballet Festival (Rai 2, 2021)
- L'Italia in vetrina (Casa Sanremo TV, 2022)
- La risposta giusta (Rai 2, 2022)
- Uno Zecchino nella calza (Rai 1, 2023)
- Esercito con le stelle (Rai 5, 2023)
- Le note di Natale (Rai 1, 2023)
- Premio Cimitile (Rai 2, 2024-2025)
- Ne vedremo delle belle (Rai 1, 2025) Concorrente

## Filmografia
- Italian Business, regia di Mario Chiavalin (2017)
- Passpartù - Operazione Doppiozero, regia di Lucio Bastolla (2019)
- Magari resto, regia di Mario Parruccini (2020)
- Ed è subito commedia, regia di Brando Improta (2023)[46]

## Altre opere
- Cantiamo insieme a Veronica Maya, Azzurra Music, 2015 (album)
- Un Natale da favola, Cologno Monzese, Azzurra Publishing, 2015, ISBN 978-88-98840-60-1. (audiolibro)